# Asesinato de Amanda Milan
El asesinato de Amanda Milan, una mujer transexual de 25 años, tuvo lugar el 20 de junio de 2000, cuando dos hombres la mataron en una calle próxima a la terminal de autobuses de la ciudad de Nueva York. El caso provocó la protesta de la comunidad transgénero. Fue un hecho recordado en muchas manifestaciones públicas y fue objeto de varias publicaciones.

## Asesinato
A las 4 de la mañana del 20 de junio de 2000, Amanda Milan se dirigía a coger un taxi después de dejar un grupo de amigos en la terminal de autobús, cuando según testigos un hombre, posteriormente identificado como Dwayne McCuller, se acercó y empezó a asediarla y amenazarla. Milan se enfrentó y le preguntó si quería luchar. Según informes policiales, él la amenazó con dispararle y golpearla. Los testigos aseguraron que después él no lo hizo. Mientras se alejaba, otro joven, Eugene Celestine, indicó a McCuller que tenía un cuchillo. McCuller lo cogió, y la apuñaló en el cuello. Un hombre llamado David Anderson supuestamente habría ayudado McCuller a escapar de la escena.
Un transeúnte intentó parar la hemorragia y una ambulancia trasladó a Milan al hospital. Sin embargo, a pesar de los intentos, murió en menos de una hora en el hospital Saint Vincent.

## Reacción
El asesinato tuvo lugar días antes del desfile del orgullo. La activista trans Sylvia Rivera luchó por la investigación de la muerte de Milan y organizó el funeral político de Milan, junto con otras manifestaciones que denunciaban una desconexión de los derechos transgénero de las comunidades LGBT más grandes. Según la activista queer y escritora Mattilda Bernstein Sycamore, "Milan llegó a simbolizar la asignatura pendiente de un movimiento LGBT que demasiado a menudo 'ha dejado a las personas transgénero en la parte posterior del autobús". Debido a la muerte de Milan, Rivera refundó la organización Revolucionarios Activistas Travestidos de la Calle (STAR, por las siglas en inglés). Rivera citó este crimen entre las razones para añadir una definición amplia de género a la Ley de derechos humanos de la ciudad de Nueva York.
La activista trans Melissa Schlarz explicó que a mediados de la década de 1970 había leído información sobre mujeres trans asesinadas a Times Square, "cosa que hace significativo el caso de Milan porque hasta Amanda Milan nadie respondió". Schlarz aseguró que a menudo los diarios "formulaban indirectas de pánico trans" de forma ambigua. Schlarz llegó a la conclusión que "Milan no se ha convertido en una mártir, pero sí en un grito de guerra. El activismo en torno a su muerte mostró que las personas trans pertenecen a la comunidad queer - el mensaje de los activistas es que no hay diferencia entre Matthew Shepard y Amanda Milan. En respuesta a su muerte la comunidad no-queer dijo: 'bastante, hoy la violencia acaba'".
Según afirmó Benjamin Heim Shepard en Amanda Milan and The Rebirth of Street Trans Activist Revolutionaries, el caso y la cobertura mediática ayudó "a galvanizar la comunidad transgénero e instigó el cambio".

## Consecuencias
McCuller fue acusado de asesinato en segundo grado y Anderson fue acusado de obstaculizar el enjuiciamiento en el primer grado. Posteriormente, se declaró culpable y fue condenado a de diecisiete años y medio de prisión a cadena perpetua.
Celestine fue acusado del cargo de homicidio por negligencia, de facilitación criminal en el cuarto grado y posesión criminal de una arma en el cuarto grado.